# Fala (instrument)
Pour les articles homonymes, voir Fala.
Le fala est une natte de fibres végétales enroulée sur laquelle un percussionniste tape avec des baguettes. C’est un idiophone traditionnel des îles Samoa qui accompagne le chant choral.

## Étymologie
Fala est le terme générique aux Samoa pour les plantes de type pandanus. Le mot européen « pandanus » est lui-même repris de certaines langues d' Asie du Sud-Est. 
L’origine du mot samoan fala remonte au niveau des langues ancestrales austronésiennes d’il y a six mille ans, dont les dérivés polynésiens sont fala, hala, fara, etc. Le terme est générique, mais les Samoans ont tendance à le réserver aux pandanus à grosses feuilles (laufala, laupaogo).

## Instrument de musique
Fala est utilisé par extension pour désigner les nattes de sol et de couchage fabriquées avec les feuilles de cette plante. Les Samoans utilisent un fala enroulé sur lui-même comme instrument de musique : un percussionniste tapent dessus avec des baguettes.